# Váci csata (1684)
A váci csata 1684. június 27-én zajlott le a Buda ostromára indított császári hadjárat kezdetén. A Lotaringiai Károly herceg által vezetett, Pest városának elfoglalására vonuló császári sereg Vác közelében megütközött Kara Mehmed (Mohammed) pasa, budai helytartó eléje küldött török seregével, és szétverte őket. A győzelem után a császáriak elfoglalták Vácot, és néhány nappal később Pest városát is, amelynek birtoklása kulcsfontosságú volt Buda ostromának megkezdéséhez.

## Előzmények
1684 május Lotaringiai Károly parancsnoksága alatt Vágsellyéről elindult a császári fősereg Buda ostromára. Párkánynál átkeltek a Dunán jobb (déli) partjára, Esztergomba, a hadművelet fő támaszpontjára. Velük tartott Marco d’Aviano kapucinus szerzetes is. Június 18-án a Maximilian Lorenz von Starhemberg által vezetett előhad rövid ostrommal bevette Visegrádot. A kivallatott foglyoktól megtudták, hogy a budai vár török védőrsége 15 000 főnyi erősítést kapott, Musztafa aleppói pasa, Magyarországi szerdár parancsnoksága alatt.
Károly herceg vezérkara úgy döntött, először a balparti Pestet foglalják el. A sereg 500 főnyi helyőrséget hagyott Visegrádon, és visszaindult Esztergomba. Mielőtt odaértek volna, június 17-én Kara Mehmed pasa budai helytartó 1500 lovassal és 400 janicsárral rajtaütést rendelt el az esztergomi császári utánpótlási bázis ellen. A tatár-török különítmény beleütközött a budai úton járőröző császári vértes ezredbe, ütközet alakult ki, a harcolva visszavonuló császáriak 100 tatárt megöltek, több pasa is elesett, a vértes ezred 50 embert veszített, köztük az ezredparancsnokot, Hallewyl báró főstrázsamestert is. Június 18-án a császári fősereg Visegrád alól visszaérkezett Esztergomba, itt egyesültek az erősítésként érkező sziléziai hadakkal, Lubomirski herceg lengyel lovasságával és a magyar nemesi felkelő egységekkel, Esterházy Pál nádor csapataival, így a létszám már 40 000 főre emelkedett.
Június 21-én a sereg ismét átkelt az esztergomi hajóhídon Párkányba. A Duna bal (északi) partjára jutva átkeltek a Garam és Ipoly folyókon, és Pest felé vonultak. Nagymarostól és Verőcétől a csapat egy része látványos megtévesztő manővert hajtott végre keleti irányban, Nógrád felé, miközben a főerő az Ipoly mellől egyenesen Kismaros és Vác felé folytatta útját. Musztafa pasa azonban átlátta a cselt. Gyors haditanácsot tartott, hogy eldöntse, Esztergomot vegye-e ostrom alá, vagy a Pest felé vonuló fősereget támadja-e meg? A seregvezérek véleménye alapján Musztafa pasa úgy döntött, Kara Mehmed pasát, budai helytartót, a temesvári, egri és boszniai pasákkal és a tatár kán fiát, összesen 15 000 lovassal és 3000 janicsárral Vác felé nyomuló császáriak ellen küldi, hogy megállítsa őket, mielőtt a dombok közül kijutnának a síkságra.

## A csata lefolyása
A Kismaroson tartózkodó Lotaringiai Károly herceg június 27-én kapott hírt a török-tatár sereg közeledéséről, és úgy döntött, megtámadja őket.
Musztafa pasa utasítása szerint Kara Mehmed pasa Váctól néhány km-re északnyugatra, a verőcei hegyszorosok kijáratánál, a Cigányhegy nevű magaslaton helyezte állásba csapatait, jobbszárnya a hegységre, bal szárnya a Dunára támaszkodott. Jól védhető helyet választott, a balszárny előtt egy nehezen járható mocsár is elterült, ezen csak egyetlen keskeny, hosszú híd vezetett át, amelyen csak két ember fért el egymás mellett. A jobb szárny fölött egy magas hegyfal emelkedett, de Kara Mehmed ennek a magaslatnak kínálkozó előnyét nem használta ki, csapataival nem szállta meg.
Lotaringiai Károly seregének a szűk verőcei hegyszorosból kellett kitörnie és elegendő erőt rövid idő alatt kellett harcképes csatasorokba rendeznie, hogy a sereg a tervezett támadásban kifejthesse teljes harcerejét. A herceg a lovasságot századonként a gyalogság közé osztotta be. Az így kialakított jobbszárnyat Badeni Lajos őrgróf vezette, a bal szárnyat Neuburg hercege, a középen álló egységeket Maximilian Lorenz von Starhemberg táborszernagy irányította. A haditerv szerint a jobbszárnynak és a középhadnak frontálisan támadja meg az ellenséget, a balszárny pedig hajtson végre megkerülő hadműveletet, és kapja oldalba a török-tatár jobbszárnyat. A tartalék bevetésének idejéről és módjáról a fővezér, Károly herceg és Ernst Rüdiger von Starhemberg gróf döntött.
A császáriak a támadást tüzérségi tűzzel indították, a törökök is ágyútűz alá vették a támadókat, de tüzük hatásossága gyenge volt, mert lövegeik és lövészeik túl magasan álltak és lefelé irányított lövéseik túl messzire mentek. A császári lovas csapatok így erős ellenséges tűz alatt is előre tudtak nyomulni, gyakorlatilag egyetlen lövés leadása nélkül. A jobb szárny és a középhad is átkelt az útjukat álló mocsáron, a vártnál könnyebben és gyorsabban. Felkapaszkodtak az ellenség által megszállva tartott lejtőn, és csak az ellenség közelébe jutva kezdtek maguk is tüzelni. A tatár harcvonal, majd a szpáhik sorai is meginogtak. A megkerülő műveletet végrehajtó császári balszárny ekkor avatkozott a harcba, a velük szemben álló janicsárok is meghátráltak, általános visszavonulás kezdődött. A lovasság – a feljegyzések szerint főleg magyar huszárok – üldözőbe vette a megvert ellenséget, a Váctól délkeletre fekvő síkságon is. 700 menekülő ellenséget levágtak, a maradék 1200 fő az erdőkbe húzódott vissza.
A csata végén beérkező császári gyalogság és a nehéztüzérség magát Vácot támadta meg, a rövid ágyúzás után a város helyőrsége megadta magát. Az elfogott janicsárokat a császári dunai flotta gályáira vittek. Két magas rangú török tisztet kicseréltek keresztények foglyokra.
A váci csatában 3000 török halt meg, köztük Szidi (Szejdi) Ahmed temesvári pasa is. A császáriak vesztesége elenyésző volt, 20 (legfeljebb 50) katona esett el. Jelentős zsákmányt ejtettek, a török-tatár had ágyúi és a váci helyőrség teljes tüzérsége a győztesek kezébe esett, megszerezték az ellenség hadfelszerelését és élelmiszer-készletét is.

## Következmények
A győzelmes császári sereg június 28-án Vácon pihenőt tartott. A következő napon elindultak Pest felé, ahová 30-án érkeztek. A várost menetből megrohamozták, elfoglalták, a Pestet és Budát összekötő hajóhidat használhatatlanná tették. A városban 1800 fős helyőrséget hagytak, majd a fősereg visszatért Vácra. Itt a Szentendrei-szigeten át kettős hajóhidat vertek, átkeltek a Duna jobb partjára, július 10-én Szentendrénél visszaverték Musztafa pasa támadását. Július 14-én Buda alá értek, és megkezdték az erősen védett vár ostromát. Kara Mehmed pasa már július 28-án (Gergely n.sz. augusztus 10-én) elesett. Október végén az ostromlók eredmény nélkül elvonultak.